# Kristin Lehman
Kristin Lehman (New Westminster (Brits-Columbia), 3 mei 1972) is een Canadese actrice en danseres.

## Biografie
Lehman werd geboren in New Westminster, een stad in de provincie Brits-Columbia van Canada, en groeide op in Vancouver. Zij studeerde voor acht jaar ballet aan de Royal Academy of Dance in Londen. Zij is in 2007 getrouwd met de Canadese acteur Adam Reid met wie zij een zoon heeft. 
Lehman begon in 1995 met acteren in de televisieserie The Commish, waarna zij nog meerdere rollen speelde in televisieseries en films. Zo speelde zij in onder andere Poltergeist: The Legacy (1998-1999), Judging Amy (2002-2003), The Killing (2011-2012) en Motive (2013-2016). Lehman werd tweemaal genomineerd voor een Gemini Award, in 2002 voor haar rol in de televisieserie Andromeda en in 2016 voor haar rol in de televisieserie Motive. 

## Filmografie

### Films
Uitgezonderd korte films.
- 2019 Lie Exposed - als Mickey
- 2014 The Loft - als rechercheur Huggins
- 2012 Arthur Newman - als Mary Alice Wells
- 2007 Backyards & Bullets - als Caroline Garrison
- 2006 Damages - als Susan Keever
- 2006 Rapid Fire - als Angela
- 2006 The Sentinel - als Cindy Breckinridge
- 2006 Playing House - als Marina
- 2005 Burnt Toast - als Debra
- 2005 Lie with Me - als Rachel
- 2004 The Chronicles of Riddick - als Shirah
- 2002 Verdict in Blood - als Shannon Blackwell
- 2000 The Way of the Gun - als Francesca Chidduck
- 1998 Dog Park - als Keiran
- 1997 Dinner at Fred's - als Sarah Billings
- 1997 Bleeders - als Kathleen Strauss
- 1997 Bliss - als Scope
- 1996 Toe Tags - als Chana
- 1996 Alaska - als Florence
- 1996 Ed McBain's 87th Precinct: Ice - als Tina

### Televisieseries
Uitgezonderd eenmalige gastrollen.
- 2022 Grey's Anatomy - als Cora - 2 afl.
- 2021 Midnight Mass - als Annie Flynn - 7 afl.
- 2019 Hospital Show - als Lisa de make-up artieste - 5 afl.
- 2018 The Arrangement - als hoofdagente van de creatieve partner - 2 afl.
- 2018 Altered Carbon - als Miriam Bancroft - 10 afl.
- 2017-2018 Ghost Wars - als Marilyn McGrath-Dufresne - 9 afl.
- 2017 Rogue - als Theresa Archer - 6 afl.
- 2017 Saving Hope - als Rachel Carter - 2 afl.
- 2013-2016 Motive - als Angie Flynn - 52 afl.
- 2011-2012 The Killing - als Gwen Eaton - 26 afl.
- 2010 Human Target - als Allyson Russo - 2 afl.
- 2007 Drive - als Corinna Wiles - 7 afl.
- 2005-2006 Killer Instinct - als rechercheur Danielle Carter - 12 afl.
- 2005 G-Spot - als Francesca - 8 afl.
- 2005 Tilt - als Miami / Ellen - 9 afl.
- 2004 Century City - als Lee May Bristol - 9 afl.
- 2002-2003 Judging Amy - als dr. Lily Reddicker - 20 afl.
- 2002-2003 Andromeda - als Molly Noguchi - 2 afl.
- 1999-2002 Strange World - als dr. Sidney MacMillan - 13 afl.
- 2001 Go Fish - als miss Laura Eastwood - 5 afl.
- 2001 Felicity - als Avery Swanson - 4 afl.
- 1998-1999 Poltergeist: The Legacy - als Kristin Adams - 36 afl.
- 1997-1998 Earth: Final Conflict - als Cynthia Clarkson - 2 afl.
- 1996 Kung Fu: The Legend Continues - als rechercheur Jordan McGuire - 6 afl.
- 1995-1996 Forever Knight - als Urs - 4 afl.

- Bibliothèque nationale de France: cb141981677 (data)
- Gemeinsame Normdatei: 1072160498
- International Standard Name Identifier: 0000 0000 1010 8366
- Library of Congress Control Number: n2014002916
- Système universitaire de documentation: 160201047
- Virtual International Authority File: 46972118
- WorldCat: E39PBJc3J4mmGXqv3Q8jptmrv3